# Pachybrachis pectoralis
Pachybrachis pectoralis  (лат.) — вид жуков-скрытоглавов из семейства листоедов (Chrysomelidae). Северная Америка: Канада и США. Длина самцов 1,92 ± 0,07 мм, ширина 0,96 ± 0,04 мм. Окраска желтоватая с чёрными отметинами. Ассоциирован с разнообразными растениями Robinia pseudoacacia L. (Fabaceae), Quercus alba L. и Quercus rubra L. Вид был впервые описан в 1847 году американским энтомологом F. E. Melsheimer
.